# Eline Timmerman
Eline Timmerman (* 30. Dezember 1998 in Rijssen) ist eine niederländische Volleyball-Nationalspielerin. Die Mittelblockerin spielt nach mehreren Stationen in der Heimat seit 2024 bei Galatasaray S.K. (women‘s volleyball).

## Karriere
Timmerman begann ihre Karriere bei Rivo Rijssen. Von 2014 bis 2016 spielte sie beim Talentteam Papendal. Danach war die Mittelblockerin zwei Jahre lang bei Alterno Apeldoorn aktiv. 2018 wechselte sie zu Eurosped Twente. Bei der Volleyball Nations League 2019 gab sie ihr Debüt in der niederländischen Nationalmannschaft. 2020 wurde Timmerman vom deutschen Bundesligisten Ladies in Black Aachen verpflichtet. Mit Aachen erreichte sie im DVV-Pokal 2020/21 das Viertelfinale und unterlag als Tabellenachte der Bundesliga-Hauptrunde im Playoff-Viertelfinale gegen den Dresdner SC. Danach verließ sie den Verein mit unbekanntem Ziel. Seit der Saison 2021/2022 spielt sie bei Allianz MTV Stuttgart, wo sie 2022 die deutsche Meisterschaft und den DVV-Pokal gewann.